# Chang Man-yong
 (décembre 2020).
Pour les articles homonymes, voir Chang.
Chang Man-yong (en hangeul :장만영) est un écrivain poète, essayiste, journaliste et traducteur sud-coréen né le 25 janvier 1914 et décédé le 8 octobre 1975.

## Biographie
Chang Man-yeong mena en parallèle une vie de poète et une vie de journaliste. Il est rattaché au mouvement moderniste de la littérature coréenne dans les années 1930. Il est né à Yonbaek dans la province de Hwanghae en Corée, alors que le pays était encore sous la domination japonaise. Il intègre le lycée Gyeongseong Je-il à Séoul avant d'entrer au lycée d'anglais Mijakki à Tokyo.
Il réalise ses débuts littéraires avec la publication en 1931 de Lumière de l'est (Donggwang, 東光) et la publication de Chanson du printemps (Bomnorae) en 1932 dans des journaux locaux.
Considéré comme un auteur représentatif du modernisme en Corée dans les années 1930, il se distingue de ses confrères par son style d'écriture lyrique et pastoral. Il dépeint avec nostalgie la vie rurale de ses semblables où il met en valeur ces ruraux qui vivent dans le dur labeur et dans des conditions très modestes.
Comme nombre de ses confrères écrivains, il a travaillé dans le journalisme en étant notamment éditeur pour le journal Seoul Shinmun et fut aussi président de l'Association des poètes coréens (1966).
En 1956, il commence également à traduire de la littérature et plus particulièrement de la poésie de l'anglais vers le coréen.
Son nom de plume est Cho-ae (초애, 草涯).